# Gloeoporus hispidus
Gloeoporus hispidus är en svampart som beskrevs av Corner 1989. Gloeoporus hispidus ingår i släktet Gloeoporus och familjen Meruliaceae.   Inga underarter finns listade i Catalogue of Life.